# NS série 6200
Les série 6200 sont des locomotives à vapeur de disposition d'essieux Mikado (141T) des Nederlandse Spoorwegen utilisées sur des trains de marchandises. Ces 40 locomotives livrées en 1929 étaient essentiellement utilisées pour la desserte des charbonnages du sud des Pays-Bas.

## Histoire

### Genèse
Le Bassin minier du sud-Limbourg (nl), en exploitation depuis l'ancien régime, voit apparaître de nouvelles mines de charbon à partir de 1900, répondant à la demande croissante en combustible des industries et moyens de transport. À cette époque, les Staatsspoorwegen ne disposent que de petites locomotives-tender et de vieilles locomotives à tender séparé pour le service des marchandises. Les nouvelles locomotives ten wheel  pour trains de voyageurs de la série 700 sont capables de remorquer des trains de marchandises mais un modèle spécifique, capable d'emporter de lourdes charges à faible vitesse et de circuler sur les embranchements est nécessaire.

### Mise au point

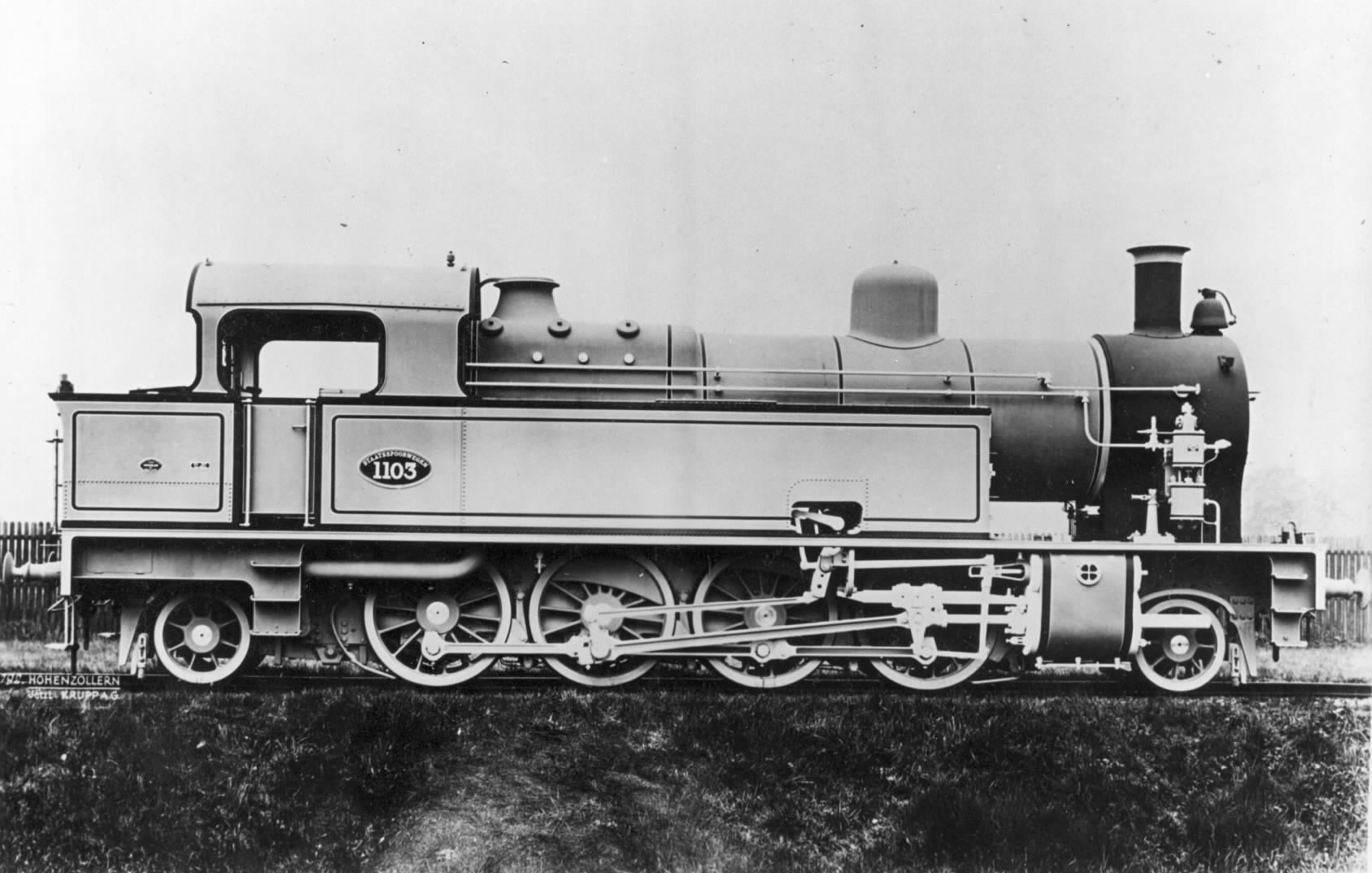
La 1203 en livrée d'apprêt (1912).

Après des études réalisées en 1910, le choix se porte sur un modèle de locomotive-tender doté de quatre essieux moteurs, avec deux essieux porteurs garantissant la stabilité et le guidage dans les courbes tant en marche avant qu'en marche arrière. Il s'agit des premières 141T utilisées aux Pays-Bas[réf. souhaitée]. Elles disposent de deux cylindres extérieurs et d'une chaudière à foyer Belpaire.
La firme allemande Lokomotivfabrik Hohenzollern, qui a déjà construit dans ses ateliers de Düsseldorf de nombreuses locomotives pour les compagnies de chemin de fer néerlandaises, reçoit en 1911 une première commande pour six locomotives livrées en 1912. 20 locomotives supplémentaires sont livrées en 1913 et 14 en 1914.
La 1115 et les locomotives suivantes sont pourvues d'un surchauffeur et leur châssis est légèrement plus long. La surchauffe sera plus tard appliquée aux locomotives plus anciennes de la série. En 1921, elles sont renumérotées 6201 à 6240.

### Carrière et services effectués

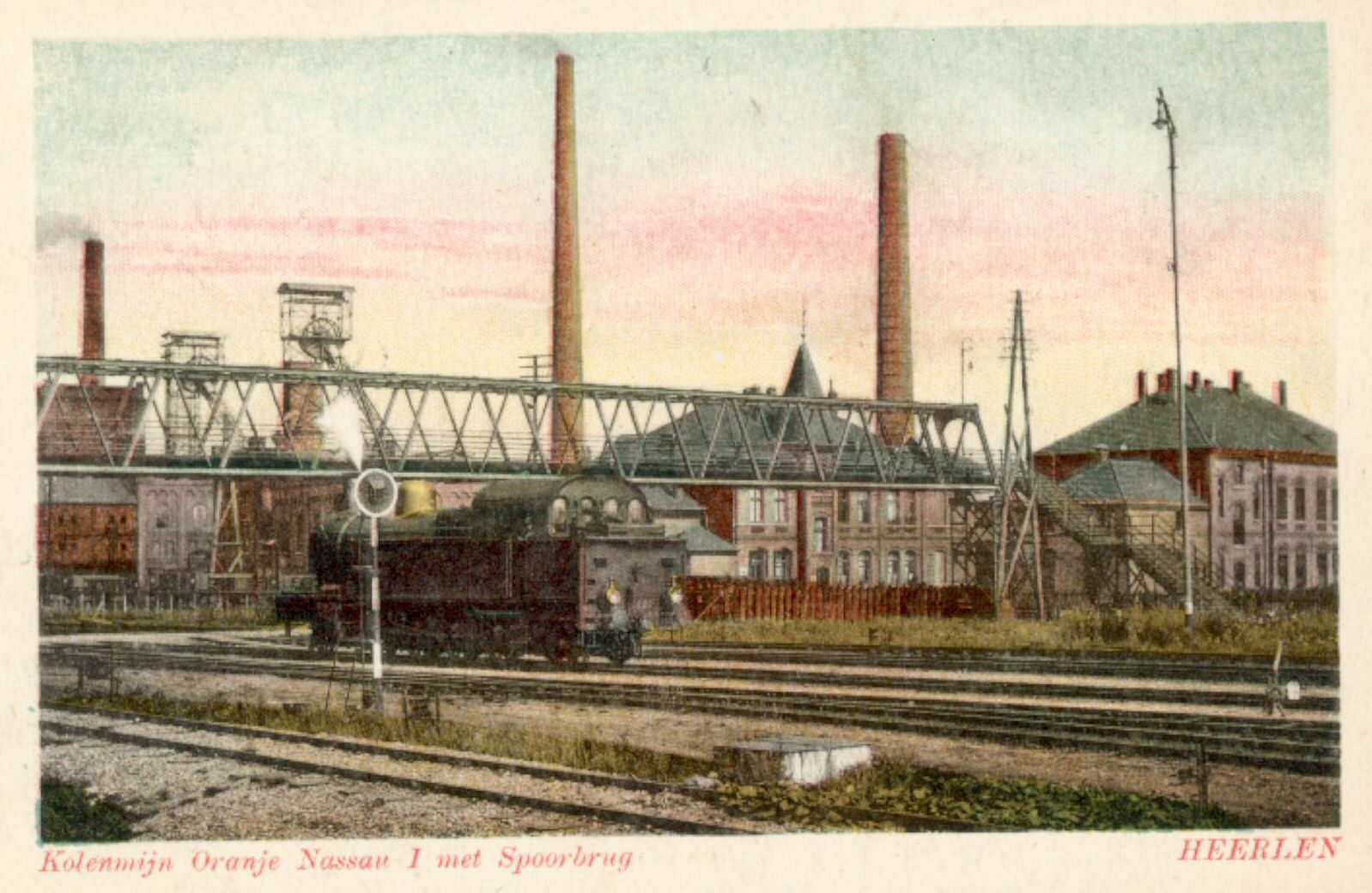
Une 6200 devant les charbonnages Orange-Nassau à Heerlen.

Leur domaine de prédilection était la Ligne de Sittaard à Herzogenrath (nl), desservant les mines et industries environnantes. Elles ont également circulé en dehors du Limbourg. Occasionnellement, elles tractaient aussi des trains de voyageurs omnibus.
Les soutes d'eau et de charbon, dimensionnées pour des trajets relativement courts, poussent les Staatsspoorwegen à commander en 1923 vingt locomotives à tender séparé pour les trains de charbon circulant sur de longues distances. Les série 4600 se montreront toutefois décevantes en service.
L'augmentation du poids des trains poussent la compagnie à mettre au point des locomotives entièrement neuves, aptes aux trains de charbon mais aussi au service des voyageurs : la série 6300. Vingt-trois de ces énormes 242T seront livrées en 1930 et 1931, mais ne mettent pas fin à l'utilisation des 6200 sur les grandes lignes. Alors que l'électrification du réseau s'amorce, il est alors prévu que ce soient les dernières locomotives à vapeur hollandaises ; la débâcle de la Seconde Guerre mondiale en décidera autrement.

### Fin de carrière
Neuf locomotives auraient été perdues ou détruites durant la Seconde Guerre mondiale.
À partir de 1946, les NS réceptionnent des locomotives diesel de manœuvres série série 500/600/700 (nl).
La carrière des locomotives série 6200 dans le domaine des marchandises et des manœuvres prend fin de 1952 à 1957. La mise en service des locomotives série 2200 et 2400 à partir de 1954 leur porte le coup de grâce. Les dernières sont radiées en 1957 et démolies.

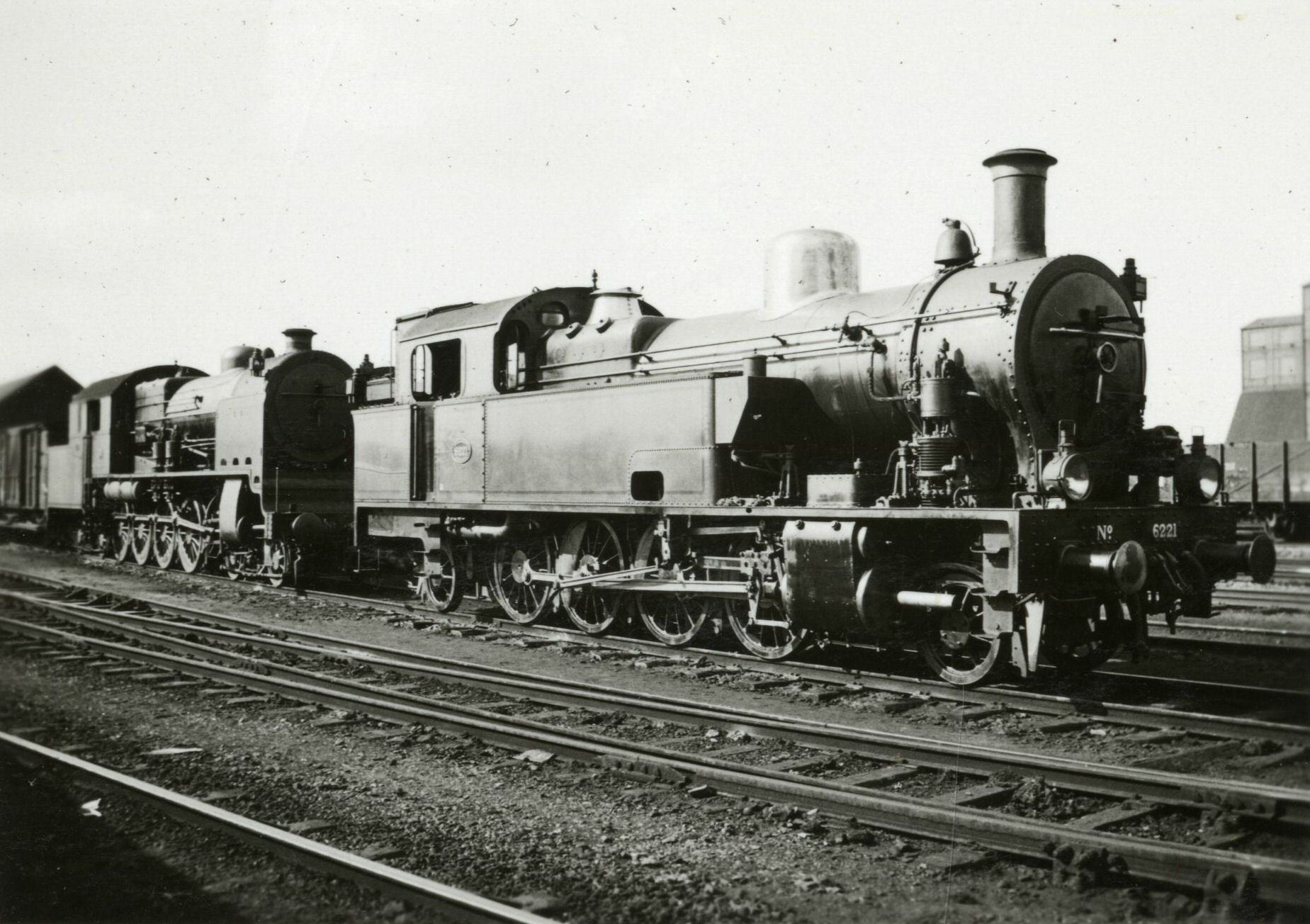
La 6221 et une 6300 à Heerleen en 1938.
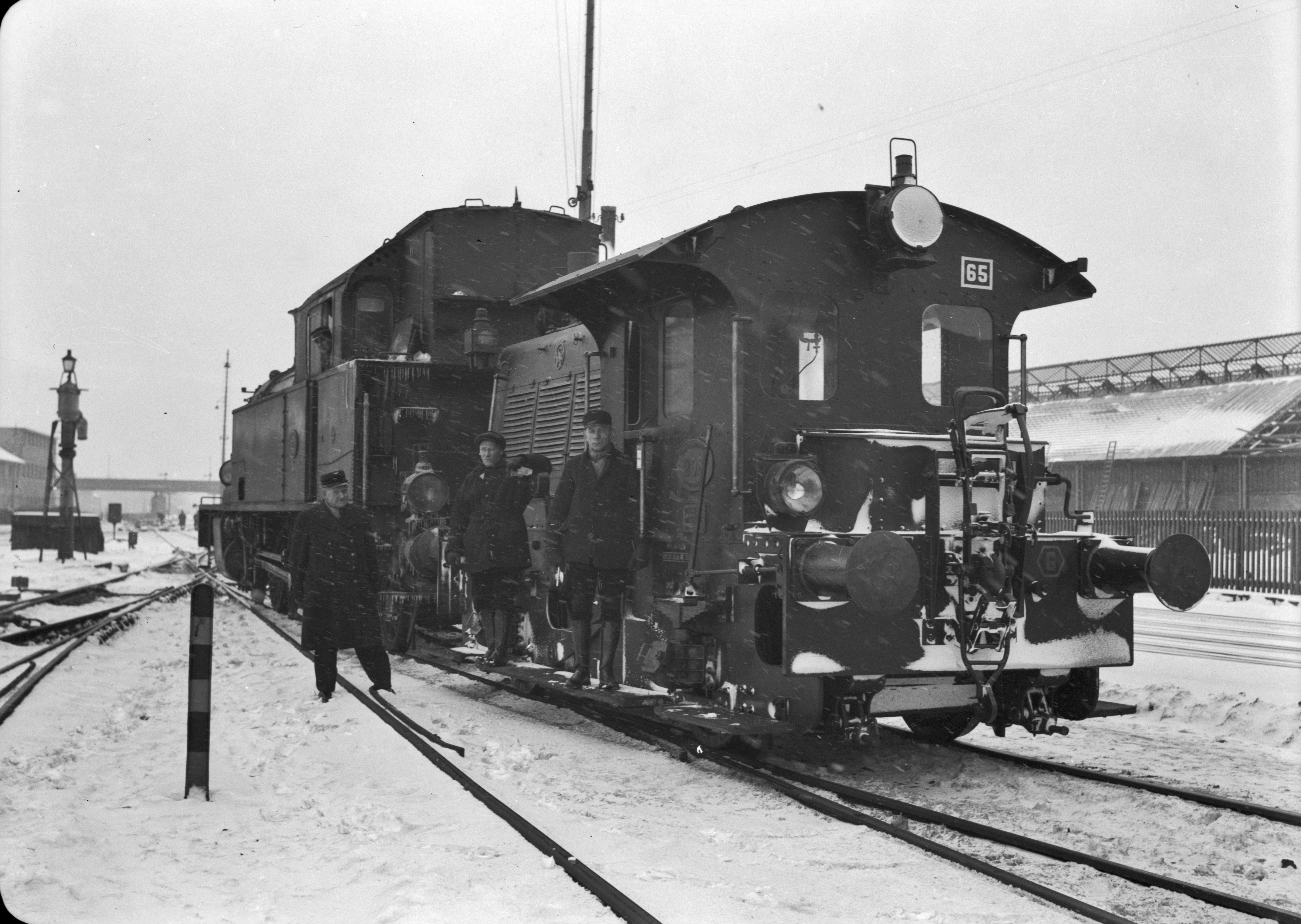
Attelée à un locotracteur Sik série 200 en 1940.
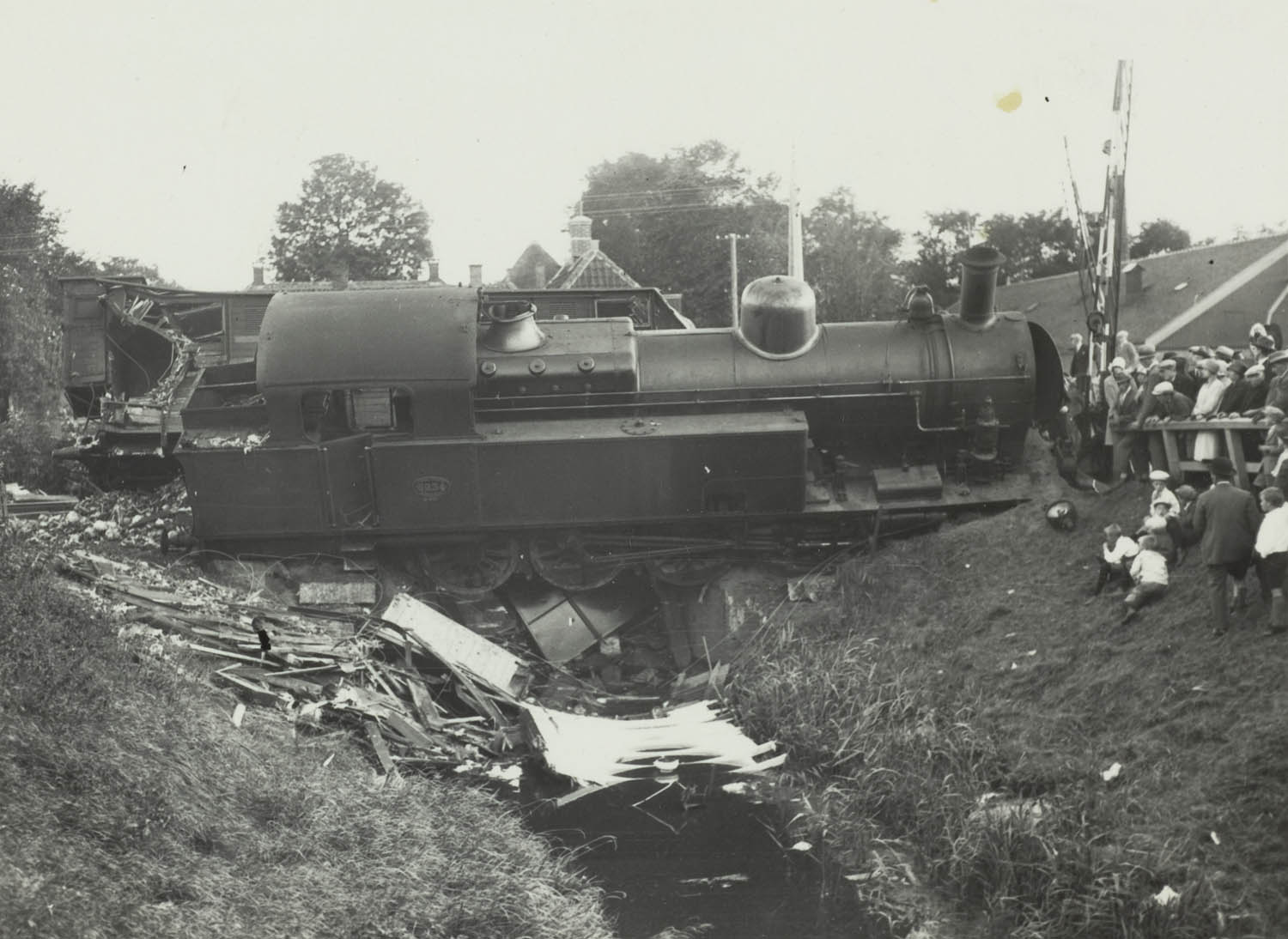
Collision suivie d'un déraillement en 1929.
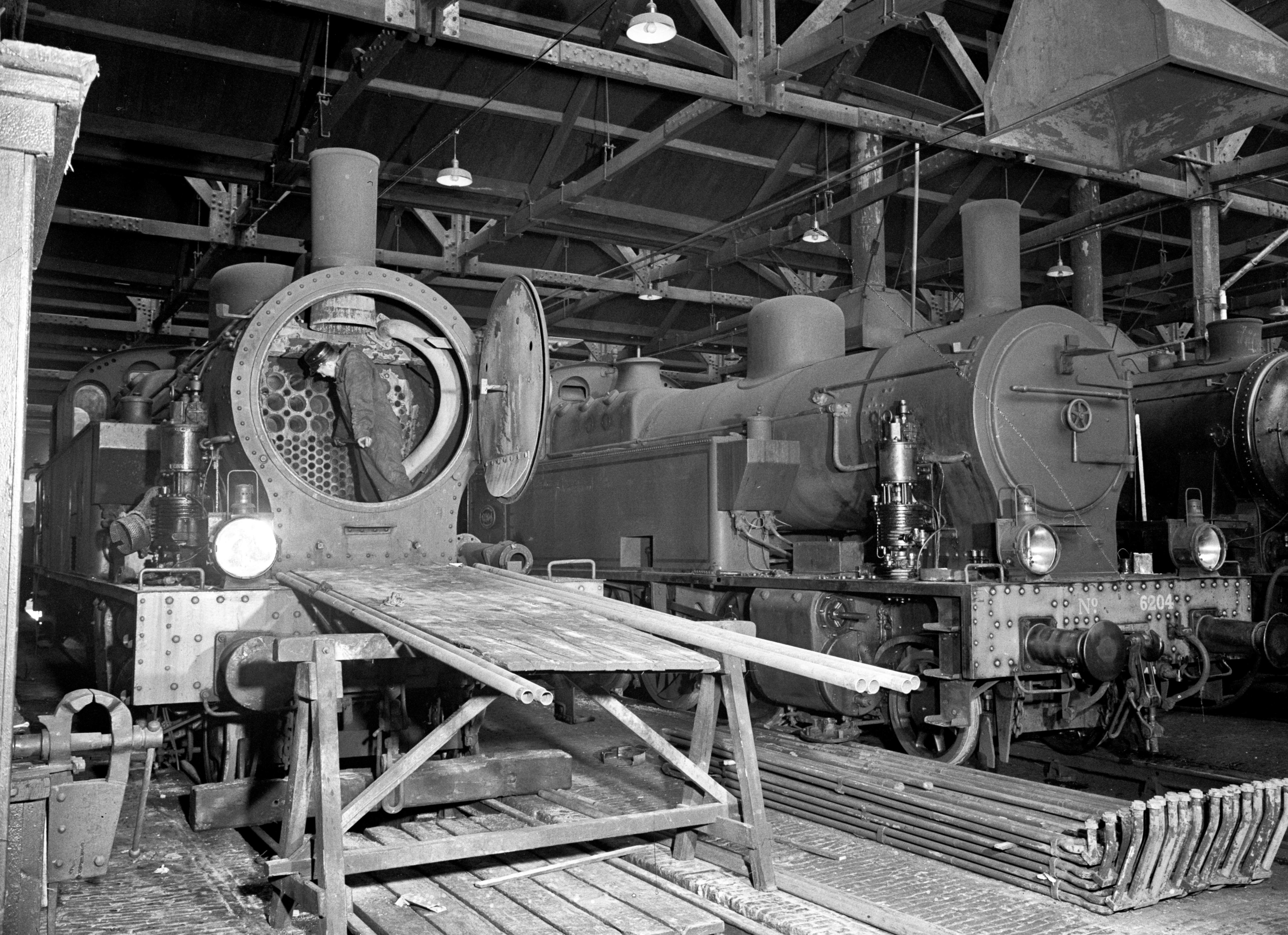
Deux 6200 à la remise de Maastricht en 1952.